# Euphonia chalybea
El fruterito picudo (Euphonia chalybea), también conocido como eufonia bronceada o tangará picudo, es una especie de ave passeriforme de la familia de los fringílidos, endémica de América del Sur.

## Distribución y hábitat
Su hábitat natural son los bosques húmedos subtropicales de tierras bajas, en el norte de Argentina, el sur de Brasil y el sureste de Paraguay. Está amenazado por pérdida de hábitat.